# Джефферсон Саваріно
Джефферсон Саваріно (ісп. Jefferson Savarino, нар. 11 листопада 1996, Маракайбо) — венесуельський футболіст, півзахисник бразильського клубу «Ботафогу».
Виступав, зокрема, за клуби «Сулія» та «Атлетіко Мінейру», а також національну збірну Венесуели.
Триразовий переможець Ліги Мінейро. Чемпіон Бразилії. Володар Кубка Бразилії.

## Клубна кар'єра
Народився 11 листопада 1996 року в місті Маракайбо. Вихованець футбольної школи клубу «Сулія». 
Дорослу футбольну кар'єру розпочав 2014 року в основній команді того ж клубу, в якій провів три сезони, взявши участь у 132 матчах чемпіонату. Більшість часу, проведеного у складі «Сулії», був основним гравцем команди.
Протягом 2017—2019 років захищав кольори клубу «Реал Солт-Лейк».
Своєю грою за останню команду привернув увагу представників тренерського штабу клубу «Атлетіко Мінейру», до складу якого приєднався 2020 року. Відіграв за команду з Белу-Орізонті наступні два сезони своєї ігрової кар'єри. Граючи у складі «Атлетіко Мінейру» також здебільшого виходив на поле в основному складі команди.
Протягом 2022—2023 років знову захищав кольори клубу «Реал Солт-Лейк».
До складу клубу «Ботафогу» приєднався 2024 року. Станом на 5 липня 2024 року відіграв за команду з Ріо-де-Жанейро 11 матчів у національному чемпіонаті.

## Виступи за збірні
Залучався до складу молодіжної збірної Венесуели, на молодіжному рівні зіграв у 7 офіційних матчах.
У 2017 році дебютував в офіційних матчах у складі національної збірної Венесуели.
У складі збірної був учасником розіграшу Кубка Америки 2019 року у Бразилії, розіграшу Кубка Америки 2021 року у Бразилії, розіграшу Кубка Америки 2024 року у США.
| Дата       | Місто                      | Господарі | Результат          | Гості             | Турнір                          | Голи | Примітки |
| ---------- | -------------------------- | --------- | ------------------ | ----------------- | ------------------------------- | ---- | -------- |
| 3-6-2017   | Санді                      | США       | 1 – 1              | Венесуела         | товариський матч                | -    | 72'      |
| 8-9-2018   | Маямі                      | Венесуела | 1 – 2              | Колумбія          | товариський матч                | -    | 81'      |
| 11-9-2018  | Панама                     | Панама    | 0 – 2              | Венесуела         | товариський матч                | -    | 56'      |
| 16-10-2018 | Барселона                  | ОАЕ       | 0 – 2              | Венесуела         | товариський матч                | -    |          |
| 16-11-2018 | Оїта                       | Японія    | 1 – 1              | Венесуела         | товариський матч                | -    | 90+5'    |
| 20-11-2018 | Доха                       | Іран      | 1 – 1              | Венесуела         | товариський матч                | -    | 62'      |
| 6-6-2019   | Атланта                    | Мексика   | 3 – 1              | Венесуела         | товариський матч                | -    | 46'      |
| 9-6-2019   | Цинциннаті                 | США       | 0 – 3              | Венесуела         | товариський матч                | 1    | 65'      |
| 15-6-2019  | Порту-Алегрі               | Венесуела | 0 – 0              | Перу              | Копа Америка 2019 - 1-й етап    | -    | 69'      |
| 22-6-2019  | Белу-Оризонті              | Болівія   | 1 – 3              | Венесуела         | Копа Америка 2019 - 1-й етап    | -    |          |
| 10-9-2019  | Тампа                      | Колумбія  | 0 – 0              | Венесуела         | товариський матч                | -    | 73'      |
| 10-10-2019 | Каракас                    | Венесуела | 4 – 1              | Болівія           | товариський матч                | -    | 79'      |
| 14-10-2019 | Каракас                    | Венесуела | 2 – 0              | Тринідад і Тобаго | товариський матч                | -    | 74'      |
| 9-10-2020  | Барранкілья                | Колумбія  | 3 – 0              | Венесуела         | Відбір до ЧС 2022               | -    |          |
| 13-11-2020 | Сан-Паулу                  | Бразилія  | 1 – 0              | Венесуела         | Відбір до ЧС 2022               | -    | 79'      |
| 17-11-2020 | Каракас                    | Венесуела | 2 – 1              | Чилі              | Відбір до ЧС 2022               | -    |          |
| 3-6-2021   | Ла-Пас                     | Болівія   | 3 – 1              | Венесуела         | Відбір до ЧС 2022               | -    |          |
| 8-6-2021   | Каракас                    | Венесуела | 0 – 0              | Уругвай           | Відбір до ЧС 2022               | -    | 83'      |
| 27-6-2021  | Бразилія (місто)           | Венесуела | 0 – 1              | Перу              | Копа Америка 2021 - 1-й етап    | -    |          |
| 2-9-2021   | Каракас                    | Венесуела | 1 – 3              | Аргентина         | Відбір до ЧС 2022               | -    |          |
| 5-9-2021   | Ліма                       | Перу      | 1 – 0              | Венесуела         | Відбір до ЧС 2022               | -    | 83'      |
| 9-9-2021   | Асунсьйон                  | Парагвай  | 2 – 1              | Венесуела         | Відбір до ЧС 2022               | -    | 22'      |
| 11-11-2021 | Кіто                       | Еквадор   | 1 – 0              | Венесуела         | Відбір до ЧС 2022               | -    | 65'      |
| 16-11-2021 | Каракас                    | Венесуела | 1 – 2              | Перу              | Відбір до ЧС 2022               | -    | 70'      |
| 25-3-2022  | Буенос-Айрес               | Аргентина | 3 – 0              | Венесуела         | Відбір до ЧС 2022               | -    | 88'      |
| 29-3-2022  | Сьюдад-Гуаяна              | Венесуела | 0 – 1              | Колумбія          | Відбір до ЧС 2022               | -    |          |
| 22-9-2022  | Марія-Енцерсдорф           | Венесуела | 0 – 1              | Ісландія          | товариський матч                | -    | 76'      |
| 27-9-2022  | Вінер-Нойштадт             | ОАЕ       | 0 – 4              | Венесуела         | товариський матч                | 1    | 78'      |
| 15-11-2022 | Шарджа (місто)             | Венесуела | 2 – 2              | Панама            | товариський матч                | -    |          |
| 20-11-2022 | Дубай                      | Сирія     | 1 – 2              | Венесуела         | товариський матч                | -    |          |
| 15-6-2023  | Вашингтон                  | Венесуела | 1 – 0              | Гондурас          | товариський матч                | -    | 75'      |
| 18-6-2023  | Іст-Гартфорд (Коннектикут) | Венесуела | 1 – 0              | Гватемала         | товариський матч                | -    | 72'      |
| 7-9-2023   | Барранкілья                | Колумбія  | 1 – 0              | Венесуела         | Відбір до ЧС 2026               | -    | 59'      |
| 12-9-2023  | Матурін                    | Венесуела | 1 – 0              | Парагвай          | Відбір до ЧС 2026               | -    | 67'      |
| 12-10-2023 | Куяба                      | Бразилія  | 1 – 1              | Венесуела         | Відбір до ЧС 2026               | -    | 46'      |
| 21-11-2023 | Ліма                       | Перу      | 1 – 1              | Венесуела         | Відбір до ЧС 2026               | 1    | 77'      |
| 21-3-2024  | Форт-Лодердейл             | Венесуела | 1 – 2              | Італія            | товариський матч                | -    | 62'      |
| 24-3-2024  | Х'юстон                    | Гватемала | 0 – 0              | Венесуела         | товариський матч                | -    | 46'      |
| 22-6-2024  | Санта-Клара                | Еквадор   | 1 – 2              | Венесуела         | Копа Америка 2024 - 1-й етап    | -    | 84'      |
| 26-6-2024  | Інглвуд                    | Венесуела | 1 – 0              | Мексика           | Копа Америка 2024 - 1-й етап    | -    | 46'      |
| 5-7-2024   | Арлінгтон                  | Венесуела | 1 – 1 (3 - 4 п.п.) | Канада            | Копа Америка 2024 - чвертьфінал | -    | 84'      |
| Усього     |                            | Матчів    | 41                 |                   | Голів                           | 3    |          |

## Титули і досягнення
- Володар Кубка Венесуели (1):

«Сулія»: 2016
- Переможець Ліги Мінейро (3):

«Атлетіко Мінейру»: 2020, 2021, 2022
- Чемпіон Бразилії (2):

«Атлетіко Мінейру»: 2021
«Ботафогу»: 2024
- Володар Кубка Бразилії (1):

«Атлетіко Мінейру»: 2021
- Володар Суперкубка Бразилії (1):

«Атлетіко Мінейру»: 2022
- Володар Кубка Лібертадорес (1):

«Ботафогу»: 2024